# Procambarus fallax
Procambarus fallax – gatunek słodkowodnego dziesięcionoga z rodziny Cambaridae. Występuje w Stanach Zjednoczonych na terenie Florydy oraz w dopływach rzeki Satilla w Georgii.
Jego zmutowana (triploidalna) forma znana jako rak marmurkowy (Procambarus fallax f. virginalis Martin, Dorn, Kawai, van der Heiden & Scholtz, 2010) rozmnaża się partenogenetycznie. Znane są tylko jego samice. Rak marmurkowy hodowany jest w akwariach, skąd wydostał się na wolność i jest gatunkiem inwazyjnym. Do dzisiaj stwierdzono go w warunkach naturalnych w wielu krajach Europy oraz na Madagaskarze i w Japonii.